# Harpoon (série de jeux vidéo)
Pour les articles homonymes, voir Harpoon.
Harpoon est une série de simulateurs de guerre navale et aérienne non classifiés extrêmement précis, ce qui le classe comme jeu de stratégie en temps réel. Les simulateurs permettent de prendre le contrôle de tous les éléments d’un groupe naval moderne et d’explorer la complexité du combat au XXIe siècle. La série des Harpoon est en fait considérée comme étant assez proche de ce qui a été utilisé pendant des années par différentes branches des forces armées du monde entier pour les entraînements et les scénarios hypothétiques.
Le jeu vidéo Harpoon est l’adaptation électronique du wargame Harpoon de Larry Bond et Chris Carlson. Larry Bond a collaboré avec Tom Clancy sur le techno-thriller Tempête rouge, ce roman reprenant des aspects du wargame (guerre aéronavale dans l’Atlantique Nord).

## Genèse de la série Harpoon

### Harpoon Classic, les origines
Harpoon est apparu initialement sous forme de jeu en plateau. Il a été depuis adapté à l'informatique, même si une version jeu en plateau existe toujours.
Le premier de la série numérique Harpoon est Harpoon Classic, développé par Three-Sixty et mis en vente en décembre 1989. Three-Sixty vend et améliore le produit jusqu'au début 1994, période à laquelle les droits furent transférés à Applied Computing Services Inc. (ACSI), Alliance Interactive reprenant le code source et les droits au milieu de 1994 et adaptant Harpoon Classic sur la plate-forme Windows 3.1. En 1996, Alliance Interactive vendit les droits de Harpoon Classic 97 à Interactive Magic, qui l'adapta à Windows 95. En 2002, sortait Harpoon Classic 2002, évolution très significative de Harpoon Classic 97. Les améliorations ont porté sur l'intelligence artificielle (et particulièrement sur les domaines aériens et sous-marins) et la correction de bugs. Parmi les innovations majeures à signaler, la présence d'un éditeur de plates-formes permettant au joueur de créer des plates-formes personnalisées.
Harpoon Classic 2002 est l'aboutissement d'un travail de 15 mois qui se poursuit dans le but d'améliorer profondément la version originale de Harpoon Classic. En août 2001, les joueurs furent consultés, et des dizaines de réponses demandant des améliorations furent renvoyées.
Harpoon Classic 2002 a été remplacé par Harpoon Classic 2007 Commander's Edition sorti le 20 novembre 2007.

### Harpoon 2et3, les successeurs
Harpoon II était la version MS-DOS du simulateur. Elle fut commercialisée dès 1994 et comprenait à l’origine une campagne réparie sur 6 disquettes de 3,5 pouces. Cinq campagnes furent ajoutées avec l’extension initiale. La version suivante, Harpoon II Deluxe Multimedia Edition se trouve pour la première fois sur un CD-ROM et est agrémenté par de nombreuses séquences audio et vidéo. Autre innovation, la présence d’un éditeur de scénarios permettant de personnaliser une situation. L’ultime version fut Harpoon II Admiral’s Edition qui comprenait les six campagnes ainsi qu’une nouvelle. Harpoon II étant une application MS-DOS, elle souffrait de graves problèmes d’instabilité avec les systèmes d’exploitation Windows 95, Windows 98 ou Millenium et ne fonctionnait plus du tout avec les systèmes Windows NT 4.0, Windows 2000 ou XP. Ces problèmes ont conduit à une amélioration appelée Harpoon 3.

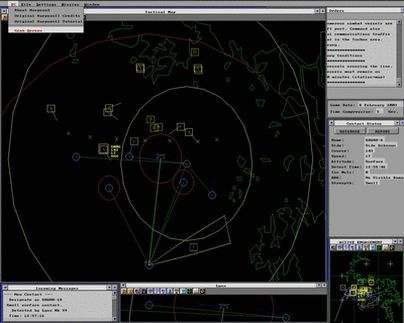
Harpoon 3

Harpoon3 est conçu pour fonctionner sur les systèmes d’exploitation Windows 95, 98, ME, NT4.0, Windows 2000 et XP, mais aussi Macintosh (Mac OS et Mac OS X). La version Mac fut commercialisée dès 2001 tandis que la version Windows dut attendre la mi-février 2002. Harpoon3 fait appel à de très nombreuses modifications par rapport aux versions précédentes, et en raison de l’abandon du projet Harpoon4 le 26 novembre 2003, c’est la version la plus élaborée en attendant la nouvelle génération de Harpoon (connue sous l’appellation The Next Harpoon). Harpoon3 ANW (Advanced Naval Warfare, guerre navale avancée), sorti le 15 juin 2006, est le dernier venu de la série. Outre la correction de nombreux bugs, Harpoon3 ANW incorpore un mode du jeu multijoueur en réseau, une fonctionnalité jusque-là réservée aux seuls utilisateurs militaires (voir paragraphe suivant).
Harpoon3 existe aussi en version « Pro », réservé aux militaires. La marine australienne utilise Harpoon pour entraîner ses officiers. Cette version est beaucoup plus paramétrable que la version civile, elle permet aussi de modéliser la guerre des mines et les mouvements de troupes terrestres, deux aspects qui sont parmi les prochaines options disponibles pour les joueurs civils. Elle est livrée en incluant une formation d’une semaine, afin d’expliquer les différentes fonctionnalités aux utilisateurs.

### Les perspectives d’avenir
Le 3 novembre 2010, Harpoon Classic Commander’s Edition et Harpoon3 ANW ont fusionné en une seule version dont le nom est Harpoon Ultimate Edition. Cette version combine toutes les occurrences de la série depuis les origines. De nouvelles fonctionnalités, comme les fonctions "abordage/prise d'assaut" permettent de modéliser la guerre contre la piraterie. Une nouvelle modélisation du fonctionnement des sonars a en outre été ajoutée. Harpoon Ultimate Edition a vocation de devenir le produit unique commercialisé par Matrix.
Une nouvelle version d'Harpoon pour tablette Android va sortir pour la fin de l'annee 2017. Elle est realiser par un developpeur independant. La version demo sera gratuite sur Google Play.

## Un succès qui s’explique par la paramétrabilité du jeu
Ce qui fait la force de la série Harpoon, c’est l’étendue de la paramétrabilité du jeu. Celle-ci concerne essentiellement la création de scénarios, mais aussi de bases de données.
La désignation de base de données est ici utilisée pour décrire les ressources que le jeu utilise. Une base de données, une ressource, regroupe un ensemble d’information sur les éléments réel à simuler comme les navires, les aéronefs, les structures terrestres. Harpoon est livré avec un éditeur de bases de données, qui permet au joueur de personnaliser les forces en présente et ainsi de régler la simulation. Harpoon3 est la première version à faire appel à cette fonctionnalité, Harpoon Classic l’a par la suite incorporé au vu de sa popularité.
Rien que pour Harpoon3.6, cinq bases de données existent :
- La DB 2000 est un projet ambitieux né en 1996. Il vise à rajouter des plates-formes à celles existant déjà dans la simulation. Actuellement, elle comporte plus de 4 000 navires, avions, sous-marins et structures terrestres et plus de 1 600 armements, permettant de recréer les ordres de bataille de plus de 60 nations sur la période 1980-2015. Le F-16 a par exemple 117 entrées. La DB 2000 évolue au gré des besoins des concepteurs de scénarios (une nouvelle version peut être disponible une semaine après la publication de la version précédente).
- La base de données WW2 de Tom Herron permet d’utiliser des plates-formes de la Seconde Guerre mondiale.
- La base de données Colonial Wars de Paul Bridge permet d’utiliser les plates-formes entre les années 1950 et 1964.
- La base de données 1965-1979 de Quinton van Zyl permet d’utiliser des plates-formes de cette période.
- L’Advanced Database (ADB) de Dale Hillier couvre la période 1980-1985, avec une emphase sur les projets non aboutis, comme le cargo porte-avions Arapaho ou le Yak-141 "Freestyle".

D’autres bases de données sont aussi disponibles ailleurs ou en cours de développement. La coexistence et la gestion de multiples bases de données est facilitée dans Harpoon3 ANW (cf. supra) avec une fonctionnalité permettant de basculer d'une base de données à une autre, sans avoir à effacer ou déplacer le moindre fichier.

## Autour de Harpoon
Harpoon et d’autres jeux vidéo peuvent se marier, preuve est faite par le projet Europe-88. Le simulateur peut aussi être associé au modélisme, comme le montre les Guerres du Nortland.